# Adolph von Engeström
Adolph von Engeström, född 18 mars 1753 i Lund, död 11 juli 1825 i Uppsala, var en svensk ämbetsman inom bergsadministrationen.
Adolph von Engeström var yngste son till biskopen Johan Engeström och Margareta Benzelstierna. Hans syskon hade redan adlats med namnet von Engeström för faderns förtjänster när yngsta barnet föddes. Hans äldre bror Gustaf von Engeström var också verksam som ämbetsman inom bergsindustrin. Adolph von Engeström blev först auskultant i Bergskollegium, och därefter markscheider. 
Han blev 1782 bergmästare över sjunde bergmästardömet, som innefattade Uppland med Roslagen samt Gästrikland och Hälsingland. År 1791 efterträdde han Johan Gustaf Edelfelt som bergmästare över Öster- och Västerbergslagen, vilket han var till 1808, då han överlämnade bergmästaredömet till Benjamin Sandels och i stället utsågs till bergsråd. Han skötte ämbetet samtidigt som han var assessor i Bergskollegium. 1815 blev han riddare av Nordstjärneorden.
Av sin morbror Mattias Benzelstierna ärvde von Engeström säteriet Österby i Ålands socken, dit han efter sin pensionering drog sig tillbaka. Han ägde dessutom en gård i kvarteret Trädgården i Uppsala. Han var gift med Margareta Lovisa Wauchéz (1762–1853), och fick bara ett barn med henne, majoren Adolf Ludvig von Engeström, vars barn övertog fideikommisset Österby.
von Engeström var också verksam som tecknare. Bland hans bevarade teckningar märks Utsigt af Taberg från 1779. Makarna von Engeström är begravda på Ålands kyrkogård.